# International Kendo Federation
La International Kendo Federation (FIK) – in giapponese Kokusai Kendō Renmei (国際剣道連盟?) – è la federazione sportiva internazionale che governa lo sport del Kendō (剣道?); si occupa inoltre della promozione e diffusione di altre due arti marziali ad esso strettamente correlate: Iaidō (居合道?) e Jōdō (杖道?).
Pur essendo teoricamente sovraordinata ad essa, la FIK è in realtà diretta emanazione della All Japan Kendo Federation dalla quale, per l’appunto, mutua sede e presidente. Per tale ragione, ancor più che la FIK, la federazione giapponese è da sempre de facto la vera guida del kendō mondiale.

## Scopo
Lo scopo della International Kendo Federation è:
(International Kendo Federation, "The establishment of FIK and its purpose")

## Storia
La FIK è stata fondata nel 1970 da diciassette federazioni nazionali: Australia, Belgio, Brasile, Canada, Taiwan (Cina Taipei), Corea del Sud, Francia, Germania, Giappone, Hawaii, Marocco, Okinawa, Paesi Bassi, Regno Unito, Stati Uniti, Svezia e Svizzera.
A partire dallo stesso anno, ha iniziato ad organizzare, con cadenza triennale, i Campionati Mondiali di Kendo (ufficialmente World Kendo Championships (WKC) in inglese e Sekai Kendō Senshuken Taikai (世界剣道選手権大会?) in giapponese).

## Attività
Le attività dichiarate dalla FIK sono:
- Fornire assistenza varia per promuovere l'organizzazione di una Federazione Nazionale di Kendo in ogni nazione
- Tenere e assistere seminari e workshop
- Stabilire le regole per le competizioni internazionali
- Fornire standard (linee guida) per gli esami Dan / Kyu
- Organizzare i Campionati Mondiali di Kendo
- Scambiare informazioni su tecniche, attrezzature, etc
- Svolgere altre attività necessarie al raggiungimento delle finalità di cui agli articoli precedenti

## Affiliazioni
La FIK è un membro della Alliance of Independent Recognised Members of Sport (AIMS), di conseguenza, della Global Association of International Sports Federations (GAISF) e della World Anti-Doping Agency (WADA).

## Federazioni affiliate
Alla FIK è affiliata la gran parte delle federazioni del mondo, tra cui la European Kendo Federation (EFK) e la Confederazione Italiana Kendo (CIK), la quale è affiliata anche alla EKF.
Alcune federazioni (o singoli dojo) africane ed asiatiche sono anche legate all'Africa Kendo Network che, a livello regionale, unisce realtà sia FIK che esterne.
Ad ottobre 2021 erano affiliate alla International Kendo Federation 62 nazioni o regioni suddivise in tre zone amministrative:
- Zona Asiatica: Asia orientale (compreso il Giappone), Sud-est asiatico, Asia meridionale, Asia occidentale, Oceania, isole del Pacifico meridionale e una parte del Medio e del Vicino Oriente
- Zona Americana: Nord America (comprese le Hawaii[6]), America Centrale e Sud America
- Zona Europea: Europa occidentale, Europa orientale (inclusa la Russia), una parte del Medio e del Vicino Oriente e Africa

Le federazioni attualmente riconosciute, direttamente o indirettamente, dalla FIK sono:
Legenda:
- 🔵: affiliato alla European Kendo Federation ma non direttamente alla FIK
- 🔴: affiliato alla Confederação Latino-Americana de Kendô ma non direttamente alla FIK
- 🟢: partecipa all'Africa Kendo Network

### Zona Asiatica
- Australia: Australian Kendo Renmei (AKR)[14]
- Cina: Chinese Kendo Network (中国剑道网)[15]
- Corea del Sud: Korea Kumdo Association (대한검도회?) (KKA)[16]
- Filippine: United Kendo Federation of the Philippines[17]
- Giappone: All Japan Kendo Federation (全日本剣道連盟?, Zen Nihon Kendō Renmei) (AJKF / ZNKR) [18]
- Hong Kong: The Kendo Association of Hong Kong, China (中國香港劍道協會)[19]
- Indonesia: Indonesian Kendo Association[20]
- Macao: Macau SAR Kendo Associations Union (澳門特區劍道連盟)[21] (affiliato con status speciale)
- Malaysia: Malaysia Kendo Association (MKA)[22] 🟢
- Mongolia: Mongolian Kendo Federation (MKF)[23]
- Nuova Zelanda: New Zealand Kendo Federation (NZKF)[24]
- Singapore: Singapore Kendo Club[25]
- Taiwan /  Taipei cinese: Republic of China Kendo Federation (中華民國劍道協會)[26]
- Thailandia: Thailand Kendo Club[27]

### Zona Americana
- Canada: Canadian Kendo Federation (CKF)[28]
- Confederação Latino-Americana de Kendô (CLAK / LAKC)[29], che comprende:
  -  Argentina: Federacion Argentina de Kendo (FAK)[30]
  -  Aruba: Kendo Aruba/Bun Bu Itchi (affiliato con status speciale)
  -  Bolivia: Association Boliviana de Kendo (ABK) 🔴 (ospite)
  -  Brasile: Confederação Brasileira de Kendo (CBK)[31]
  -  Cile: Chilean Kendo Federation [32]
  -  Colombia: Asociacion Colombiana de Kendo[33]
  -  Costa Rica: Asociación de Kendo Daigo Tsuji de Costa Rica 🔴
  -  Cuba: Asociación Cubana de Kendo e Iaido (ACKI)[34] 🔴 (ospite)
  -  Ecuador: Asociacion Ecuatoriana de Kendo[35]
  -  El Salvador: Federación Salvadoreña de Kendo e Iaido[36] 🔴
  -  Guatemala: Asociación de Kendo de Guatemala[37] 🔴
  -  Honduras: Asociación de Kendo e Iaido de Honduras 🔴 (ospite)
  -  Messico: Federación Mexicana de Kendo (FMK)[38]
  -  Panama: All Panamá Kendo Dojo 🔴
  -  Perù: Federacion Deportiva Nacional de Kendo del Peru[39]
  -  Porto Rico: Federación Puertorriqueña de Kendo e Iaido[40] 🔴 (ospite)
  -  Rep. Dominicana: Federation Dominicana de Kendo[41]
  -  Trinidad e Tobago: Kendo Federation of Trinidad & Tobago[42] 🔴
  -  Uruguay: Asociación Uruguaya de Kendo - Iaido (AUKI) 🔴
  -  Venezuela: Federacion Venezolana de Kendo (FVK)
- Hawaii: Hawaii Kendo Federation (HKF)[6][43]
- Stati Uniti: All United States Kendo Federation (AUSKF)[44]

### Zona Europea
- European Kendo Federation (EKF)[45] a cui sono affiliati:
  -  Austria: Austrian Kendo Association (AKA)[46]
  -  Belgio: All Belgium Kendo Federation (ABKF)[47]
  -  Bulgaria: Bulgarian Kendo Federation (BKF)[48]
  -  Croazia: Croatian Kendo Association (CKA)[49]
  -  Danimarca: Danish Kendo Federation (DKF)[50]
  -  Estonia: Estonian Kendo Federation (EsKF)[51] 🔵
  -  Finlandia: Finnish Kendo Association (FKA)[52]
  -  Francia: FFJDA – Comité National de Kendo & DR (CNKDR)[53]
  -  Georgia: Georgian National Kendo, Iaido and Jodo Federation (GNKF)[54] 🔵
  -  Germania: Deutscher Kendo Bund e. V. (DKenB)[55]
  -  Giordania: Jordan Kendo Federation (JKF) 🔵 🟢
  -  Grecia: Hellenic Kendo Iaido Naginata Federation (HKINF)[56]
  -  Irlanda: Kendo na hÉireann (KnhÉ)[57]
  -  Israele: Israel Kendo & Budo Federation (IKBF)[58] 🔵 🟢
  -  Italia: Confederazione Italiana Kendo (CIK)[59]
  -  Lettonia: Latvian Kendo Federation (LKF)[60]
  -  Lituania: Lithuanian Kendo Association (LKA)[61]
  -  Lussemburgo: Fédération Luxembourgeoise des Arts Martiaux (FLAM)[62]
  -  Macedonia del Nord: Macedonian Kendo - Iaido Federation (MKIF)[63]
  -  Madagascar: Federation Malagasy de Kendo (FMKDA) 🔵 🟢
  -  Malta: Maltese Kendo Federation (MKF)[64]
  -  Marocco: Fédération Royale Marocaine d’Aïkido, Iaido et Arts Martiaux (FRMAIAM)[65] 🔵 🟢
  -  Moldavia: The Kendo Federation of the Republic of Moldova (MDA) 🔵
  -  Montenegro: Montenegrin Kendo Federation (KSCG)[66]
  -  Mozambico: Ass. de Kendo e Iaido de Mocambique (AKIMO) 🔵 🟢
  -  Norvegia: Norges Kendo Komitee (NKK)[67]
  -  Paesi Bassi: Nederlandse Kendo Renmei (NKR)[68]
  -  Polonia: Polski Zwiazek Kendo (PZK)[69]
  -  Portogallo: Associação Portuguesa de Kendo (APK)[70]
  -  Regno Unito: British Kendo Association (BKA)[71]
  -  Rep. Ceca: Czech Kendo Federation (CKF)[72]
  -  Romania: Asociatia Cluburilor de Kendo, Iaido si Jodo (ACKIJ)[73]
  -  Russia: Russian Kendo Federation (RKF)[74]
  -  Serbia: Serbian Kendo Federation (SKF)[75]
  -  Slovacchia: Slovak Kendo Federation (SKF)[76] 🔵
  -  Slovenia: Kendo Federation of Slovenia (KFSLO)[77]
  -  Spagna: Real Federación Española de Judo y Deportes Asociados (RFEJYDA)[78]
  -  Sudafrica: South African Kendo Federation (SAKF)[79] 🟢
  -  Svezia: Svenska Kendoförbundet (SB&K)[80]
  -  Svizzera: Swiss Kendo + Iaido SJV / FSJ (SKI)[81]
  -  Tunisia: Association Sportive de Kendo (ASK) 🟢
  -  Turchia: Turkish Kendo Association (TKC)[82]
  -  Ucraina: Ukraine Kendo Federation (UKF)[83] 🔵
  -  Ungheria: Hungarian Kendo, Iaido and Jodo Federation (HKF)[84]

## Campionati Mondiali di Kendo
A partire dalla sua fondazione nel 1970, la International Kendo Federation organizza i Campionati Mondiali di Kendo ‒ ufficialmente World Kendō Championship (WKC) in inglese e Sekai Kendō Senshuken Taikai (世界剣道選手権大会?) in giapponese ‒ con cadenza triennale e solitamente a rotazione tra le sue tre regioni amministrative: Asia, Americhe ed Europa.
La Confederazione Italiana Kendo ha ospitato i 15WKC a Novara nel maggio 2012 ed è stata selezionata per ospitare i 19WKC in programma per luglio 2024 a Milano.

## World Combat Games
In ambito GAISF, il kendo è una delle 15 discipline dei World Combat Games, in precedenza chiamati SportAccord Combat Games.

## Antidoping
In qualità di membro GAISF, la International Kendo Federation sostiene nella gestione dei programmi antidoping. Questi programmi antidoping sono pienamente conformi al Codice mondiale antidoping.